# Ludwig von Reuter
Hans Hermann Ludwig von Reuter (Guben, 9. veljače 1869. -  Potsdam, 18. prosinca 1943.) je bio njemački admiral i vojni zapovjednik. Tijekom Prvog svjetskog rata zapovijedao je izviđačkim skupinama Flote otvorenog mora, te je nakon potpisanog primirja zapovijedao samopotapanjem njemačke flote u Scapa Flowu.

## Vojna karijera
Ludwig von Reuter je rođen 9. veljače 1869. u Gubenu u pruskoj vojničkoj obitelji. Njegov otac služio je u pruskoj vojsci, te je poginuo u Prusko-francuskom ratu. Reuter je u prusku mornaricu stupio kao kadet 1885. godine, te je do 1910. dosegao čin kapetana kada je dobio zapovjedništvo nad oklopnim krstašem SMS Yorck.

## Prvi svjetski rat
Dva mjeseca nakon početka Prvog svjetskog rata Reuter postaje zapovjednikom bojnog krstaša SMS Derfflinger. Zapovijedajući navedenim bojnim krstašem sudjeluje u Bitci kod Dogger Banka. U rujnu 1915. postaje zapovjednikom II. izviđačke grupe u čijem su sastavu bila pet lakih krstaša. S navadenom izviđačkom grupom sudjeluje u Bitci kod Jyllanda. U studenom 1916. unaprijeđen je u kontraadmirala, nakon čega dobiva zapovjedništvo nad IV. izviđačkom grupom koja je u svom sastavu imala šest lakih krstaša. Na čelu IV. izviđačke grupe sudjeluje u Drugoj bitci u Heligolandskom zaljevu u kojoj je, nakon napada jačih britanskih snaga, svoju skupinu uspješno povukao pod zaštitu njemačkih bojnih brodova.

## Poslije rata
Nakon potpisivanja primirja Reuter je zapovijedao brodovima Flote otvorenog mora koja je prema odredbama potpisanog primirja trebala biti internirana u britanskoj pomorskoj bazi Scapa Flow. Kako se približavao rok njemačkoj delegaciji u Versaillesu da potpiše mirovni ugovor, Reuter je procijenio da će brodovi njegove flote biti predani saveznicima, te je u tajnosti poduzeo radnje kako bi pripremio da se flota potopi. U 10,00 sati 21. lipnja 1919. Reuter je dao signal brodovima da se započne sa samopotapanjem. U roku od pet sati glavnina Flote otvorenog mora je potopljena. Potopljeno je ukupno 74 brodova, a od većih brodova nisu uspjeli biti potopljeni samo jedan bojni brod i pet lakih krstaša koje su Britanci uspjeli zauzeti prije nego što su potonuli, te je tom prilikom poginulo i devet njemačkih mornara.
Reuter je zajedno s još 1773 časnika i mornara postao ratnim zarobljenikom. Za svoj čin u Njemačkoj je slavljen jer je istim uspio sačuvati čast njemačke mornarice. U britanskom zarobljeništvu bio je do kraja siječnja 1920. kada se kao heroj vratio u Njemačku. Pet mjeseci nakon povratka zatražio je da ga se otpusti iz mornarice što mu je i odobreno. Preselio se u Potsdam gdje je postao vijećnik. O potapanju flote napisao je 1921. godine i knjigu pod nazivom Scapa Flow: Grob njemačke flote. Na 25-godišnjicu njemačke pobjede u Bitci kod Tannenberga 29. kolovoza 1939. Reuter je promaknut u čin admirala.
Preminuo je od srčanog udara 18. prosinca 1943. u 74. godini života u Potsdamu.

## Vanjske poveznice
- (engl.) Ludwig von Reuter na stranici First World War.com